# Elisabeth Scholl

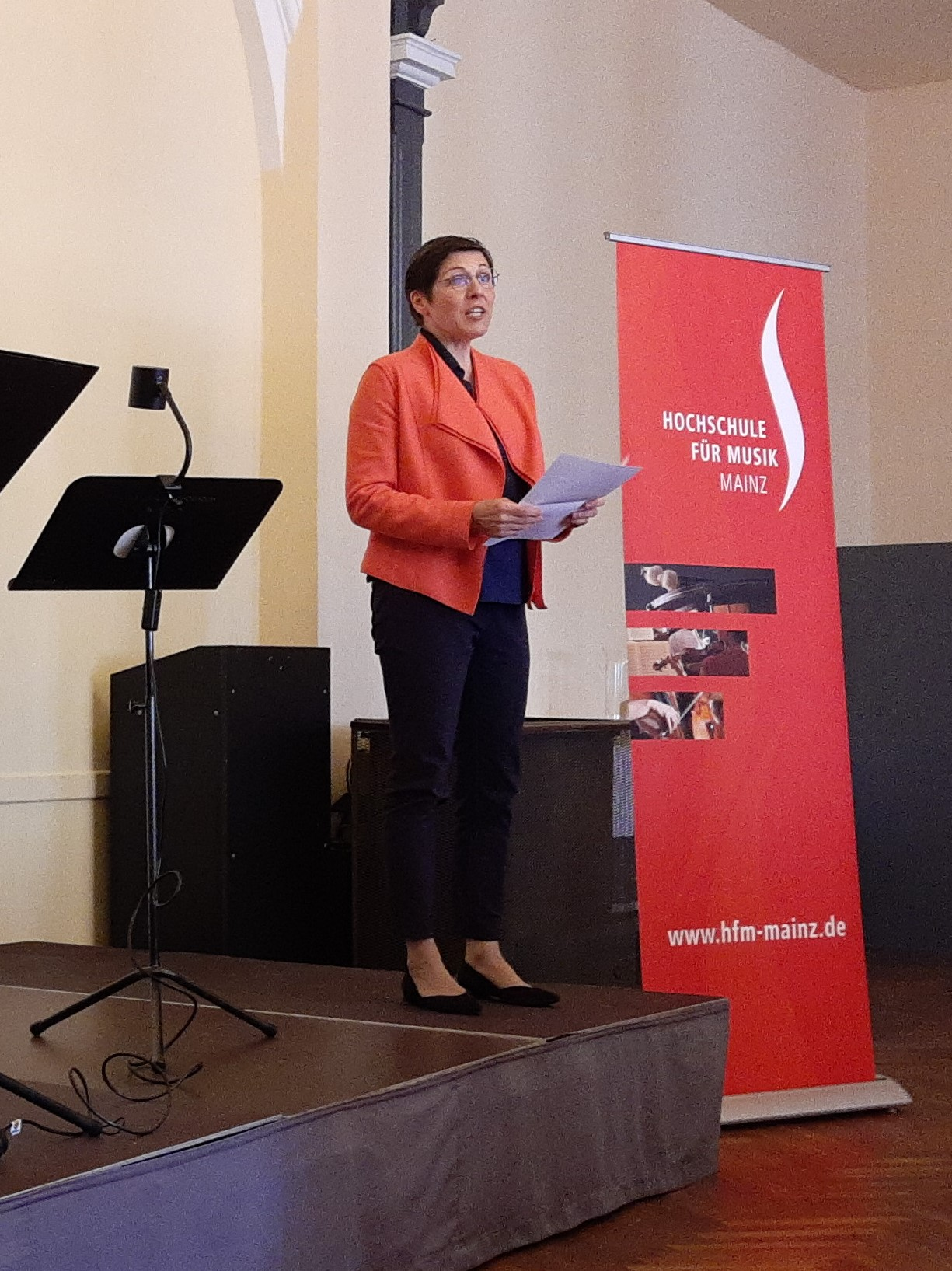
Elisabeth Scholl

Elisabeth Scholl (* 1966 in Kiedrich) ist eine deutsche Sopranistin mit Spezialisierung auf dem Gebiet der Barockmusik.

## Leben
Elisabeth Scholl sang als erstes Mädchen im Knabenchor ihres Heimatortes, bei den Kiedricher Chorbuben. Die Rolle des 1. Knaben in Mozarts Zauberflöte (1982/1983–1987) am Hessischen Staatstheater in Wiesbaden verstärkte den Wunsch, Sängerin zu werden.
Nach dem Abitur studierte sie zunächst Musikwissenschaft, Anglistik und Kunstgeschichte an der Johannes Gutenberg-Universität Mainz und erhielt privaten Gesangsunterricht bei Eduard Wollitz. Im Anschluss absolvierte sie ein Aufbaustudium in Alter Musik an der Schola Cantorum Basiliensis bei René Jacobs und Richard Levitt sowie das Opernstudio der Musikakademie Basel. Seither sang sie mit renommierten Ensembles der Alten Musik wie dem Freiburger Barockorchester, der Akademie für Alte Musik Berlin, Concerto Köln, Anima Eterna und Cantus Cölln.
Elisabeth Scholl ist die Schwester des Countertenors Andreas Scholl.

### Auftritte und Repertoire
Elisabeth Scholl ist bei vielen großen europäischen Festivals als Solistin eingeladen (Schleswig-Holstein Musik Festival, Rheingau Musik Festival, Lufthansa Festival London, Festwochen Luzern, Festival van Vlaanderen, Händel-Festspiele in Halle, Göttingen und Karlsruhe, BBC Proms u. a.) und arbeitet mit Dirigenten wie René Jacobs, Jos van Immerseel, Frieder Bernius, Enoch zu Guttenberg, Bruno Weil, Nicholas McGegan, Sir Neville Marriner zusammen.
Ihr Repertoire und zahlreiche CD-Einspielungen mit Werken von Alessandro Grandi bis in die Romantik spiegeln ihre stilistische Vielseitigkeit wider. Neben ihrer Konzerttätigkeit im Bereich der Alten Musik gibt sie Liederabende und war an verschiedenen europäischen Opernhäusern mit Rollen von Händel und Vivaldi bis Mozart als Gast engagiert.
Zum Wintersemester 2009/2010 erhielt sie den Ruf als Professorin für Barockgesang an die Musikhochschule in Nürnberg und ist seit dem Sommersemester 2018 Professorin für Gesang an der Hochschule für Musik Mainz.

## Diskografie (Auswahl)
- Reinhard Keiser: Opera Arias and Instrumental Works. Mit La Ricordanza (DG)
- Alessandro Scarlatti: Inferno – Cantate drammatiche. Mit Modo Antiquo (cpo)
- Giovanni Battista Ferrandini: Cantate per Passione. Mit Echo di Danube (Accent)
- Von Goethe inspiriert – Lieder von Komponistinnen des 18. und 19. Jahrhunderts. Mit Burkhard Schaeffer (Klavier) (SALTO)
- Johann Christian Bach: Magnificat und Tantum ergo. La Stagione Frankfurt, Dresdner Kammerchor, Michael Schneider
- Georg Friedrich Händel: Athalia. Elisabeth Scholl (Athalia), Junge Kantorei und Barockorchester Frankfurt, Joachim C. Martini (NAXOS)

## Nachweise
1. ↑  Elisabeth Scholl. Hochschule für Musik Mainz, abgerufen am 19. November 2019.
2. ↑  Elisabeth Scholl: Vita. In: ElisabethScholl.com. Archiviert vom Original (nicht mehr online verfügbar); abgerufen am 19. November 2019.

| Personendaten    | Personendaten        |
| ---------------- | -------------------- |
| NAME             | Scholl, Elisabeth    |
| KURZBESCHREIBUNG | deutsche Sopranistin |
| GEBURTSDATUM     | 1966                 |
| GEBURTSORT       | Kiedrich             |